# Soós Magda
Harsányi Istvánné Soós Magda (Budapest, 1920. augusztus 28. - Budapest, 1996. június 8.) író, újságíró. Mindenki elutazott című regénye alapján készítette Herskó János nagy sikerű Szevasz, Vera! című filmjét.

## Családja
Férje Harsányi István (1913–1985) egyetemi tanár a Budapesti Műszaki Egyetemen. Lányai Éva (1946–1992), Judit (1948–), Vera (1954–).

## Életútja
Budapesten érettségizett.
1938-ban jelent meg első novellája, majd folyamatosan jelentek meg cikkei, prózai írásai.
Koncentrációs táborban írt versei 1946-ban jelentek meg Szabadulók című kötetében.
1947. április 18-án mutatta be a Madách Színház A besúgó című kétrészes színművének  stúdióelőadását a Józsefvárosi Színház épületében. 1961-től játszotta szintén a Madách Színház a 100 házas lakodalom című darabját.
Főleg korai műveire némi sematizmus jellemző, s emiatt a kortárs kritika sem igen kímélte.
1960 és 78 között a Magyarok Világszövetsége lapja, a Magyar Hírek főmunkatársa volt.
1966-ban Mindenki elutazott című regényének felhasználásával készítette Herskó János nagy sikerű Szevasz, Vera! című filmjének forgatókönyvét.
A legjobb regényének tartott Sziget fürdőszobával 1975-ben jelent meg.

## Művei
- Szabadulók, Genius, Budapest, 1946
- A besúgó – Dráma két felvonásban, Szikra, Budapest, 1947
- Valami kezdődik… – Színmű 3 felvonásban, Budapest Székesfőváros Irodalmi és Művészeti Kiadója, Budapest, 1948
- Láncszem, Új Idők Irodalmi Intézet Rt. (Singer és Wolfner) Kiadása, Budapest, 1948
- Éltető szén, Békebizottságok Kiskönyvtára, 1952
- Diósgyőri tüzek, 1952
- A vörös hajó, Népszava, Budapest, 1952
- Erős szálak, Szépirodalmi Könyvkiadó, Budapest, 1954
- Az Érdi ügy, Szépirodalmi Könyvkiadó, Budapest, 1956
- Megtalált dallam I–II., Magvető Könyvkiadó, Budapest, 1961
- Mindenki elutazott, Kozmosz Könyvek, Budapest, 1964
- Sziget fürdőszobával, Magvető Könyvkiadó, Budapest, 1975
- Datolya pisztáciával – Regényes útikönyv Algériáról, Kossuth Könyvkiadó, Budapest, 1984, ISBN 963-09-2282-7

## Díjai, elismerései
- Felszabadulási Jubileumi Emlékérem, 1970
- Ezüst Toll, 1978
- A Munka Érdemrend ezüst fokozata, 1980
- Szocialista Kultúráért, 1985